# Ankylopollexia
Ankylopollexia („srostlé palce“) je rozsáhlá skupina býložravých ptakopánvých dinosaurů, žijících od období svrchní jury až po nejsvrchnější křídu. Mezi nejznámější rody patří Camptosaurus, Kukufeldia, Uteodon nebo vývojově pokročilí hadrosauridi. Ve všech případech šlo o býložravce, schopné chodit po dvou i po čtyřech (kromě největších druhů, které zřejmě chodily jen po čtyřech). Nejmohutnějším rodem byl až 17 metrů dlouhý Shantungosaurus, naopak mezi nejmenší zástupce skupiny patří „trpasličí“ rod Tethyshadros s odhadovanou hmotností asi 350 kilogramů. Na konci křídového období již zástupci této skupiny představovali nejvýznamnější býložravce většiny ekosystémů.

## Zástupci skupiny
- Camptosauroidea
- Styracosterna
  - Barilium
  - Cedrorestes
  - Cumnoria
  - Dakotadon
  - Darwinsaurus
  - Draconyx
  - Hippodraco
  - Huxleysaurus
  - Hypselospinus
  - Iguanacolossus
  - Kukufeldia
  - Lanzhousaurus
  - Magnamanus
  - Mantellisaurus
  - Mantellodon
  - Morelladon
  - Osmakasaurus
  - Owenodon
  - Planicoxa
  - Proplanicoxa
  - Sellacoxa
  - Theiophytalia
  - Uteodon
  - Hadrosauriformes
    - Delapparentia
    - Iguanodon
    - Lurdusaurus
    - Ouranosaurus
    - Proa
    - Hadrosauroidea